# Lionneta gerlachi
Lionneta gerlachi är en spindelart som beskrevs av Michael Ilmari Saaristo 200. Lionneta gerlachi ingår i släktet Lionneta och familjen dansspindlar.
Artens utbredningsområde är Seychellerna. Inga underarter finns listade i Catalogue of Life.